# ウルフズ
『ウルフズ』（Wolfs）は、ジョン・ワッツ監督・脚本によるアメリカ合衆国のアクション・コメディ映画。 主演はジョージ・クルーニー、ブラッド・ピット。 米国では コロンビア ピクチャーズ（ソニー・ピクチャーズ リリーシング経由）の配給により2024年9月20日より限られた劇場にて公開されApple TV+では2024年9月27日に配信された。

## キャスト
※括弧内は日本語吹替
- マーガレットに雇われたフィクサー - ジョージ・クルーニー（小山力也）
- パムに雇われたフィクサー - ブラッド・ピット（堀内賢雄）
- 少年 - オースティン・エイブラムス（市川蒼）
- マーガレット - エイミー・ライアン（八十川真由野）
- ジューン - プールナ・ジャガナサン（英語版）（斎藤恵理）
- ディミトリ - ズラッコ・ブリッチ（英語版）（勝部演之）
- 少年の父 - リチャード・カインド（銀河万丈）
- パム（声） - フランシス・マクドーマンド（塩田朋子）

## 製作
2021年9月、ジョージ・クルーニーとブラッド・ピットがそれぞれの映画製作会社であるスモークハウス・ピクチャーズとプランBエンターテインメントを通じて主演およびプロデュースを務め、ジョン・ワッツが監督・脚本を務める映画作品について各製作会社による争奪戦が始まった。 本作はオーシャンズシリーズ（『オーシャンズ11』・『オーシャンズ12』・『オーシャンズ13』）および『バーン・アフター・リーディング』で共演した2人が16年ぶりにタッグを組むことになる。 Appleスタジオは Amazon MGMスタジオ、 アンナプルナ、ライオンズゲート、メトロ・ゴールドウィン・メイヤー、Netflix、ソニー・ピクチャーズ 、ユニバーサル・ピクチャーズ、ワーナー・ブラザースといった製作会社との争奪戦を制した。その他のキャストは2023年に発表された。
主要撮影は2023年1月にニューヨークのハーレムおよびチャイナタウンなどで開始されることが報じられている。
70日間に及んだ撮影はワッツ監督作品である『COP CAR/コップ・カー』のラーキン・サイプルが撮影監督を務めた。

## 公開
アップルはソニー・ピクチャーズ リリーシングと映画館への配給に関する新たな契約を締結した。これは2023年公開の『ナポレオン』に続くものである。
2024年7月、公開予定の9月20日に先立ち、9月7日開幕の第81回ヴェネツィア国際映画祭にてアウト・オブ・コンペティション部門にてプレミア公開されることが発表された 。
同年8月、アップルは劇場での公開を広範囲での公開から限定公開に方針転換し、7日後の9月27日にApple TV+で公開することを発表した。
日本では米国と同じく2024年9月20日より公開が予定されていたが、上記の方針転換により同年8月8日にソニー・ピクチャーズより劇場公開中止が発表された。既に販売済みの前売券については払い戻しを行う。このため日本ではAppleTV+での配信のみとなる。

## 続編の中止
2024年8月7日には続編の企画が進行中であることが報じられた。ワッツ監督および主演のクルーニーとピットはいずれも続投するとしていたが、前述のAppleによる方針転換に不信感をもったワッツの意向により、製作を中止したことが同年11月に明らかとなった。